# Amt Gommern
Das Amt Gommern war eine als Exklave im Herzogtum Magdeburg (später im Königreich Preußen) gelegene territoriale Verwaltungseinheit des 1806 in ein Königreich umgewandelten Kurfürstentums Sachsen. Es war dem Kurkreis angegliedert.
Bis zur Abtretung an das Königreich Westphalen 1807 bildete es als sächsisches Amt den räumlichen Bezugspunkt für die Einforderung landesherrlicher Abgaben und Frondienste, für Polizei, Rechtsprechung und Heeresfolge.

## Geographische Ausdehnung
Das kleine Amt Gommern lag als Exklave des Kurkreises im Herzogtum Magdeburg (später im Königreich Preußen). Es lag östlich von Magdeburg und nordöstlich von Schönebeck (Elbe) zwischen Magdeburger Börde und Fläming. Bis auf den Ort Glinde bildete die Elbe die südliche Grenze des Amts. Zum Amt gehörten vier Exklaven. Das Gebiet wurde von der Ehle durchflossen. Heute liegt das Amtsterritorium im Zentrum des Landes Sachsen-Anhalt.

## Angrenzende Verwaltungseinheiten
|                                                  | Herzogtum Magdeburg (später: Königreich Preußen) |                                                  |
| Herzogtum Magdeburg (später: Königreich Preußen) | Kompassrose, die auf Nachbargemeinden zeigt      | Herzogtum Magdeburg (später: Königreich Preußen) |
|                                                  | Grafschaft Barby                                 | Amt Walternienburg Fürstentum Anhalt             |

## Geschichte
Die Burg Gommern gehörte im Jahr 1183 zum Rest des 1180 aufgelösten Herzogtums Sachsen, welches unter askanische Herrschaft kam. Seit 1269 war das Amt Gommern als Teil der Burggrafschaft Magdeburg im Besitz der Herzöge von Sachsen-Wittenberg.
Von 1283 bis 1308 war Gommern an das Erzbistum Magdeburg und von 1419 bis 1539 an die Stadt Magdeburg verpfändet.
Nach dem Aussterben der Wittenberger Linie der Askanier kam das Amt Gommern 1423 im Verbund mit dem Herzogtum Sachsen-Wittenberg an die Wettiner.
Nach der Leipziger Teilung 1485 gehörte das Amt  zur ernestinischen Linie der Wettiner. Seit der Niederlage der Ernestiner im Schmalkaldischen Krieg im Jahr 1547 (Wittenberger Kapitulation) war es im Besitz der Albertiner.
1554 erfolgte die Vereinigung mit dem ebenfalls ursprünglich zur Burggrafschaft Magdeburg gehörenden Amt Elbenau.
Seit 1579  verbanden die Kurfürsten von Sachsen mit dem Besitz des Amtes den Titel als Burggrafen von Magdeburg.
Nach dem Sieg Napoléons über Preußen wurden die westelbischen Gebiete Preußens in das Königreich Westphalen unter Napoléons Bruder Jérôme integriert. Das mit Napoléon verbündete Königreich Sachsen überließ nach dem Tilsiter Frieden im Jahr 1807 die Ämter der Burggrafschaft Magdeburg (d. h. das Amt Gommern) und die benachbarte Grafschaft Barby Napoléons Bruder Jérôme. Dieser gliederte die Gebiete in das Departement der Elbe seines Königreichs Westphalen ein.
Im Jahr 1813 erfolgte die preußische Eroberung des Amts Gommern und der Grafschaft Barby. Nach dem Wiener Kongress 1815 wurden sie in die preußische Provinz Sachsen integriert und dem Landkreis Jerichow I (Amt Gommern) bzw. dem Landkreis Calbe a./S. (Grafschaft Barby) angegliedert.

## Zugehörige Orte
Neben der Stadt Gommern gehörten zum Amt 17 Orte, davon sieben Orte in Exklaven.
Städte
- Gommern

Dörfer
- Dannigkow
- Elbenau
- Glinde
- Grünewalde
- Karith
- Plötzky
- Pretzien
- Ranies
- Vehlitz
- Wallwitz

Dörfer (Exklaven)
- Güterglück (nordwestlich von Zerbst)
- Ihleburg (nordöstlich von Burg (bei Magdeburg))
- Moritz (nordwestlich von Zerbst)
- Prödel
- Schora (nordwestlich von Zerbst)
- Töppel (nordwestlich von Zerbst)
- Tryppehna (nördlich von Möckern)